# Guido Segrè (ammiraglio)
Guido Segrè (Modena, 31 maggio 1871 – Roma, 5 agosto 1954) è stato un ammiraglio italiano, già distintosi come ufficiale nel corso di vari imbarchi in mare. Tra il 1907 e il 1913 prestò servizio alla Commissione permanente del materiale da guerra presso la base navale di La Spezia, poi svolse incarichi presso le direzioni artiglieria e armamenti presso il Ministero della marina e dei dipartimenti marittimi, nel 1918 transitò in servizio negli Specialisti delle Armi navali (S.A.N.), svolgendo importanti incarichi di responsabilità.

## Biografia
Nacque a Modena il 31 maggio 1871. Nel 1876 fu ammesso a frequentare la Regia Accademia Navale di Livorno da cui uscì con il grado di guardiamarina nel 1891. Prestò servizio a bordo della corvetta a vela Euridice, della pirofregata corazzata Ancona (1896-1897), e promosso tenente di vascello sull'ariete torpediniere Lombardia impegnato in missioni politiche sulla costa africana del Mediterraneo occidentale. Tra il 1899 e il 1900 fu imbarcato sulla nave da battaglia Enrico Dandolo, e tra il 1905 e il 1906 fu comandante di torpediniere. Dopo i periodi trascorsi in mare la sua attività divenne di carattere prettamente tecnico, specialmente nel campo delle artiglieria e delle corazze. Verso la fine del 1904 transitò nel ruolo degli ufficiali specialisti direzionali. Tra il 1907 e il 1913 fu assegnato in servizio alla Commissione permanente del materiale da guerra presso la base navale di La Spezia. Promosso capitano di corvetta nel 1913 e capitano di fregata nel 1914, svolse incarichi presso le direzioni artiglieria e armamenti presso il Ministero della marina e dei dipartimenti marittimi. Divenuto capitano di vascello nel 1917, l'anno successivo transitò in servizio negli Specialisti delle Armi navali (S.A.N.), svolgendo importanti incarichi di responsabilità, ricevendo encomi ministeriali. Promosso contrammiraglio nel 1923 e ammiraglio di divisione nel 1926, transitò in servizio nel corpo delle Armi Navali, conservando il suo grado grazie a una legge ad personam. Nel 1932 fu collocato in posizione ausiliaria e nel 1933 promosso ammiraglio di squadra. Collocato in congedo assoluto nel 1939 in applicazione delle leggi razziali imposte dal regime fascista. Sfuggito alle persecuzioni naziste, il 20 gennaio 1945, insieme a Guido Almagià, fu riammesso in servizio nella riserva della Regia Marina. Si spense a Roma il 5 agosto 1954.